# Romano Dalaseno
Romano Dalaseno (en griego: Ρωμανός Δαλασσηνός, romanizado: Rōmanos Dalassenos) fue un aristócrata  bizantino y gobernador de la provincia de  Iberia.

## Vida
Romanos era hijo de Damián Dalaseno (muerto en 998), primer miembro atestado del distinguido clan aristocrático de los Dalasenos.  Tenía dos hermanos mayores, Constantino Dalaseno y Teofilacto Dalaseno.
Poco se sabe de su vida, con sólo una breve referencia en la historia de Juan Escilitzes y unos pocos sellos y una inscripción en una puerta en Teodosiópolis. De estas fuentes se sabe que fue protospatario y catapán (alto gobernador militar) de la gran provincia militar de Iberia. Nicholas Adontz estimó su permanencia en ese puesto en ca. 1023-26, mientras que Werner Seibt lo colocó en 1031-34.
En 1039, junto con el resto de la familia, fue desterrado por el emperador Miguel IV el Paflagonio.